# Gristhi
 (août 2013).
Gristhi est le mot qui, dans le sikhisme, désigne la phase de vie d'époux ou d'épouse au foyer. En punjabi, les sikhs utilisent le terme gristhi, l'équivalent de grihastha en sanskrit.
Dans l'hindouisme, ce terme qualifie la deuxième étape de la vie de l'humain, la période où le croyant fonde une famille. Les sikhs ne sont pas d'accord sur ces quatre périodes, les ashramas, un précepte de l'hindouisme. Pour eux, le gristhi est l'idéal dans le but de la réalisation du divin ; cette phase peut être assimilée à une réflexion et une action sur la vie matérielle et spirituelle : une samadhi sikhe. Le sikhisme veut abolir les barrières de caste. Être marié, avoir une famille et être socialement utile avec un travail honnête fait partie de l'idéal sikh.

## Textes du livre saint
Page 661 du Guru Granth Sahib, le livre saint des sikhs, il est écrit qu'une vie familiale n'empêche en rien de contempler, de prier Dieu et d'arriver à l'illumination même si le mal rôde .
En fin de la page 599 du livre saint, il est écrit:
ਗਿਰਹੀ ਮਹਿ ਸਦਾ ਹਰਿ ਜਨ ਉਦਾਸੀ ਗਿਆਨ ਤਤ ਬੀਚਾਰੀ 
ਸਤਿਗੁਰੁ ਸੇਵਿ ਸਦਾ ਸੁਖੁ ਪਾਇਆ ਹਰਿ ਰਾਖਿਆ ਉਰ ਧਾਰੀ 
soit:
« Immergé dans la vie familiale, humble servant du Seigneur toujours restant détaché ; le croyant réfléchit sur l'essence de la sagesse spirituelle.
Desservant le vrai gourou: Dieu, il retrouve la paix éternelle, et le Seigneur bat sans cesse dans son cœur. »

## L'ascétisme dans le sikhisme
Les sikhs condamnent les excès dans l'une ou l'autre extrémité. Atteindre l'éveil spirituel doit se faire dans une modération permanente du mode de vie. Page 905 du Guru Granth Sahib, il est écrit: « L'esprit n'est pas adouci par le jeûne ou les austérités. Rien d'autre est égale à l'adoration du nom du Seigneur.»